# ТАІ-43

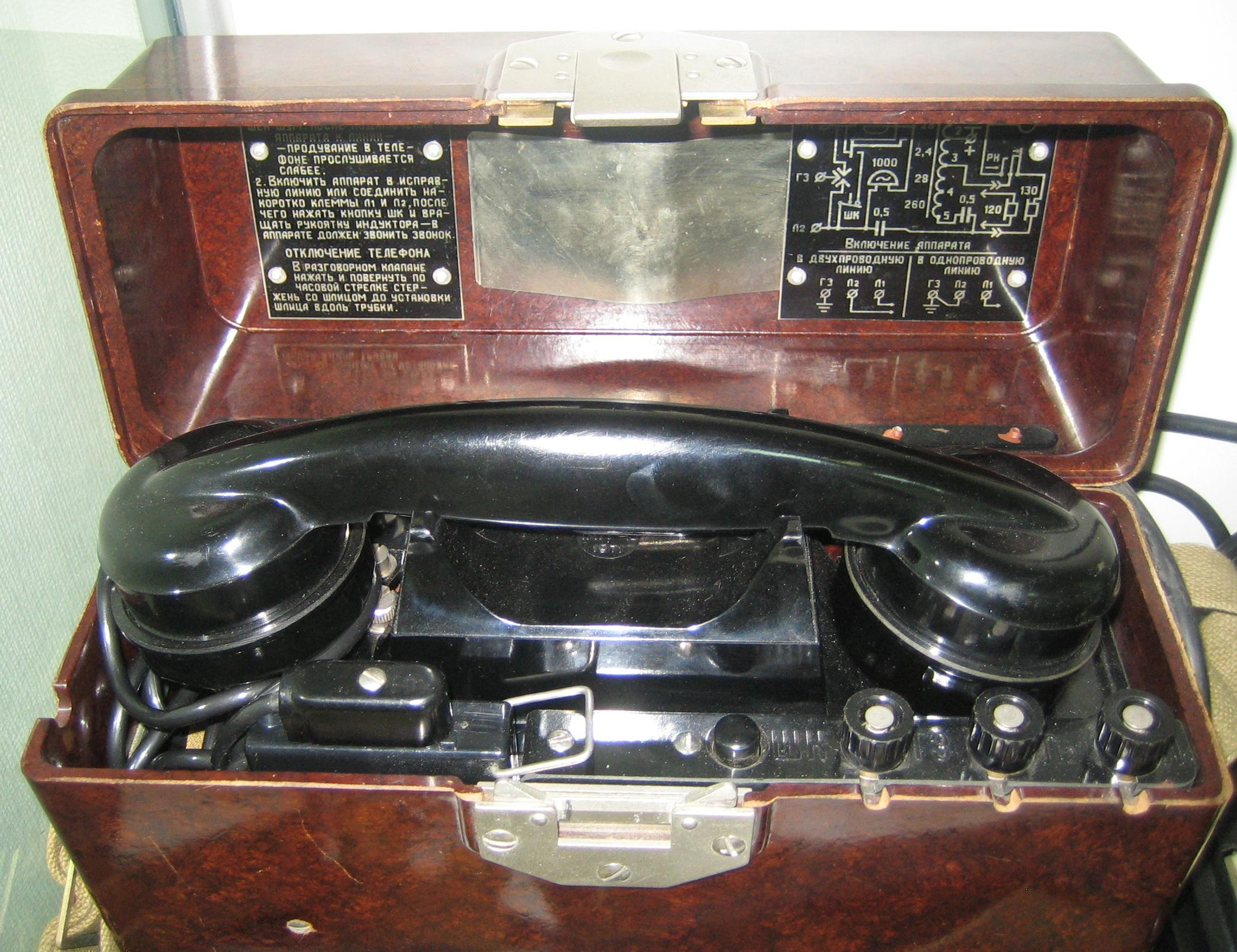
Польовий телефон ТАІ-43 у бакелітовому корпусі

ТАІ-43 — радянський польовий телефон періоду Німецько-радянської війни, призначений для забезпечення телефонного зв’язку в польових умовах в режимі місцевої батареї (МБ) із системою індукторного виклику.

## Історія

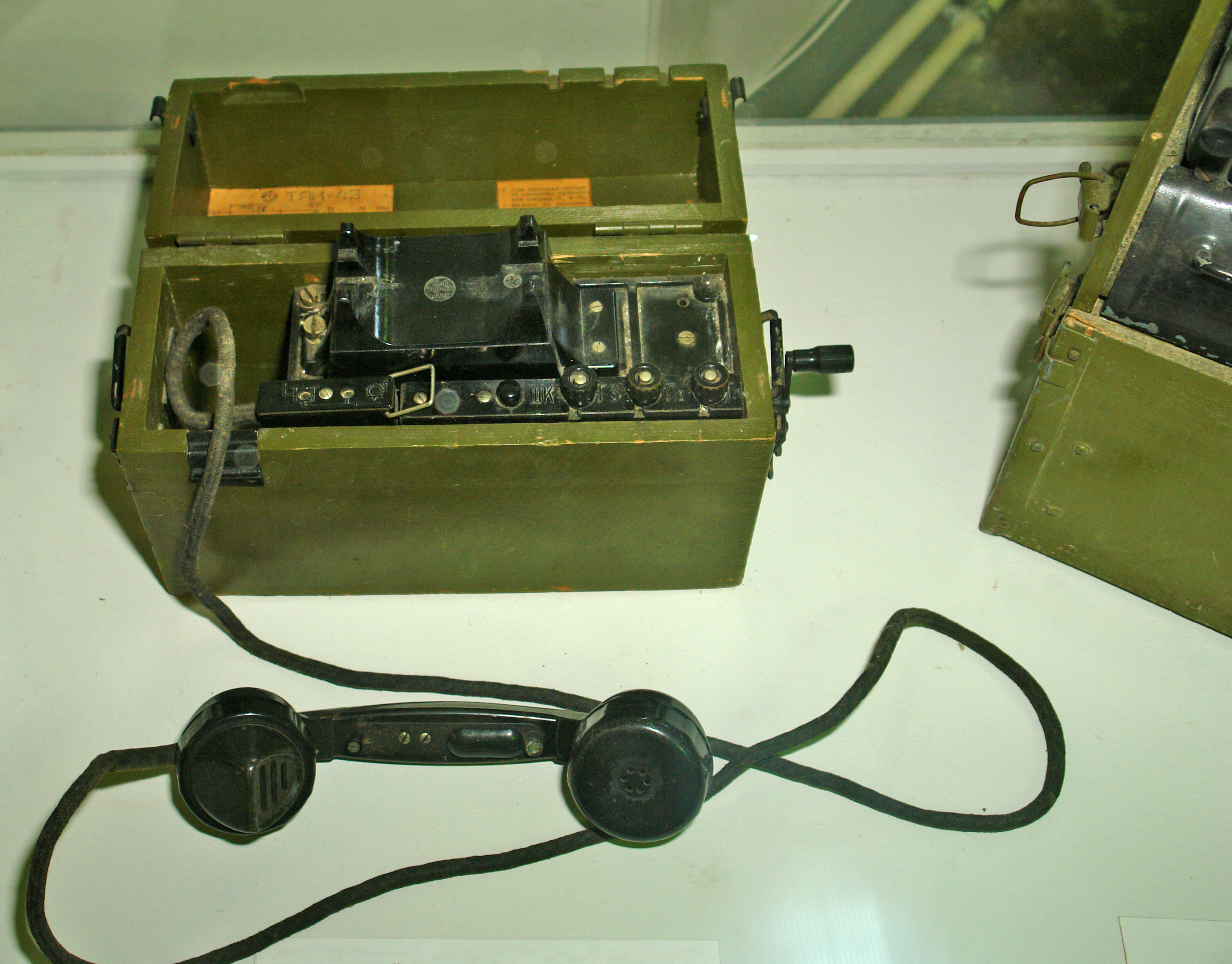
Польовий телефон ТАІ-43 у дерев'яному корпусі

Телефонний апарат ТАІ-43 розробив Науково-дослідний випробувальний інститут зв'язку Червоної Армії під керівництвом Ольги Іванівни Рєпіної на основі трофейних німецьких польових телефонів FF33.
 Надійшов на озброєння СРСР у 1943 році. Звідки і його назва: Телефонний Апарат з Індукторним викликом — зразка 1943 року — ТАІ-43.
Був майже 20 років основним польовим телефоном Червоної, а потім і Радянської Армії.
ТАІ-43 замінив собою телефони старого типу «УНА», які використовувалися з 1928 року і були важчими, громіздкими, та ненадійними.
З 1943 року і до закінчення Німецько-радянської війни телефон випускався лише у дерев'яних корпусах захисного кольору.
Після закінчення війни обладнання одного із німецьких заводів з виробництва FF-33 було перевезене до СРСР як репарації. У зв'язку з цим у 1947 році дерев'яний корпус ТАІ-43 замінили на бакелітовий, схожий на корпус FF-33, з аналогічним замком кришки.
На заміну йому в 1957 році прийшов польовий телефон ТА-57, ставши його подальшою модернізацією.

## Конструкція
Телефонний апарат ТАІ-43 складається з наступних деталей:
- корпус
- телефонної трубки
- клеми підключення лінії зв'язку
- клема заземлення
- індуктор
- дзвінок
- відсік живлення

ТАІ-43 також міг комплектуватись додатковим зовнішнім телефоном.

## Технічні характеристики

### Загальні
Маса телефонного апарата:
- з сухими елементами живлення — 4,6 кг
- без сухих елементів живлення — ? кг

Габаритні розміри — 280×210×110 мм
Температурний діапазон — ? °C
Напрацювання на відмову — ? годин
Термін експлуатації — ? років

### Електроживлення
- Від одного елемента типу "3В" або "3C" напругою 1,5 В.

### Дальність зв'язку
Польовий телефон забезпечує наступну дальність зв’язку:
- по польовому кабелю — до 25 км, залежно від марки та стану кабелю.

- по постійних повітряних лініях зв’язку — 150-200 км.

Апарат може бути підключений до лінії як за двопровідною, так і за однопровідною схемою.

## Дивись також
- Польовий телефон
- УНА
- FF33
- ТА-57
- ТА-88
- ТА-01